# Maude Veilleux
Maude Veilleux, née en 1985 en Beauce, dans la région Chaudière-Appalaches, est une poète et romancière québécoise.

## Biographie
Originaire de la Beauce, Maude Veilleux est bachelière en études littéraires de l'Université Laval. Elle poursuit présentement une maîtrise en littératures langue française à l'Université de Montréal, sous la direction de Claire Legendre.
Veilleux a commencé par la création de fanzines. Elle en a publié une dizaine entre 2010 et 2014, dont Automne ton cul, pour lequel elle a remporté un prix de l'Académie de la vie littéraire : « Automne ton cul plonge à l'essentiel en décontextualisant des extraits de journal intime d'une adolescente et accède sans difficulté à une sorte de fantaisie crue et légère » ,. Son œuvre compte deux romans publiés chez les éditions Hamac Le Vertige des insectes (2013) et Prague (2016), ainsi que trois recueils de poésie publiés aux Éditions de l'Écrou, Les Choses de l'amour à marde (2013), Last call les murènes (2016), et Une sorte de lumière spéciale. Elle a également dirigé l'ouvrage collectif Badboys paru aux éditions Triptyque en 2018, et signé des textes dans des ouvrages collectifs.
La performance est également au cœur de son travail. Ses performances ont été présentés dans plusieurs centres d’artistes et festivals, dont Lieu, la Fonderie Darling, le OFFTA et la RIAP.
En 2020, elle participe à plusieurs épisodes de l'émission L'espace de l'art, diffusée sur les ondes de Savoir média.
En 2024, deux de ses textes (Last call les murènes et Une sorte de lumière spéciale) re-paraissent en France chez Bouclard éditions, et pour l'occasion elle entame une tournée de promotion en Belgique, en France et en Allemagne. Elle est notamment en résidence 15 jours en janvier à La Factorie, maison de la poésie de Normandie (Val-de-Reuil).
Intéressée par l'écriture de l'intime, Maude Veilleux aborde dans ses œuvres les enjeux des médias sociaux, de l'écriture de soi et de l'identité narrative. L'écriture de Maude Veilleux a été décrite comme impudique et troublante, « décomplexée, incarnée ». L'obsession de la vérité dans la fiction traverse son écriture.

### Poésie
- Les Choses de l'amour à marde, Montréal, Éditions de l'Écrou, 2013, 57 p.  (ISBN 978-2-98139-112-4)
- Last call les murènes, Montréal, Éditions de l'Écrou, 2016, 67 p.  (ISBN 978-2-92468-201-2) ; Nantes, Bouclard éditions, 2024, 76 p.  (ISBN 978-2-493311-09-2)
- Une sorte de lumière spéciale, Montréal, Éditions de l'Écrou, 2019, 87 p.  (ISBN 978-2-924682-16-6) ; Nantes, Bouclard éditions, 2024, 92 p.  (ISBN 978-2-493311-10-8)
- Ghost, Joliette, Bouc Production, 2023, 52 p.  (ISBN 9782924614273)
- Les choses de la lumière, Montréal, Marchand de feuilles, 2023, 286 p.,  (ISBN 9782925059271)

### Romans
- Le Vertige des insectes, Montréal, Hamac, 2013, 178 p. (ISBN 978-2-89448-779-2)
- Prague, Montréal, Hamac, 2016, 106 p.  (ISBN 978-2-89448-872-0)

### Roman web
- Frankie et alex – black lake – super now,  sur le site web de l'artiste.

### Ouvrages collectifs
- Délier les lieux, sous la direction d'Hector Ruiz, Montréal, éditions Triptyque, 2018, 94 p.  (ISBN 9782897419820)
- Bad boys, sous la direction de Maude Veilleux, Montréal, éditions Triptyque, 2019, 111 p.  (ISBN 9782898010385)
- Stalkeuses, sous la direction de Fanie Demeule et Joyce Baker, Montréal, Québec Amérique, 2019, 191 p.  (ISBN 9782764437964)
- Zodiaque, sous la direction d'Ariane Lessard, Montréal, La Mèche, 2019, 224 p.  (ISBN 9782897070939)

### Zines
- Les filles de la Beauce, 2011
- avec Guillaume Adjutor Provost, Automne ton cul, C'est beau escabeau, Montréal, 2012
- Gros poèmes mauves, 2012
- Salon de l’ésotérisme de Mtl, 2013

## Prix et honneurs
- 2012 - Prix de l'Académie de la vie littéraire pour Automne ton cul, C'est beau escabeau[4]